# الأشراف الموسويون
الأشراف الموسويُّون الحسنيون أحد بطون بني هاشم من قبيلة قريش ينتسبون إلى موسى الثاني بن عبد الله الرضا بن موسى الجون بن عبد الله المحض بن الحسن المثنى بن الحسن السبط بن أمير المؤمنين علي بن أبي طالب الهاشمي القرشي. يعد الموسويون والسليمانيون والأشراف الأمراء وآل قتادة أبناء عمومة حيث يلتقون بالنسب إلى عبد الله الرضا بن موسى الجون. وقد تولوا إمارة مكة المكرمة في القرنين الرابع والخامس الهجري. الموسويون هم الطبقة الأولى من أشراف الحجاز ومنهم تتفرع الطَّبقات الأخر. حكمت هذه السُّلالة الحجاز وأجزاء من الشَّام ودامت نحو خمس وتسعين سنة فقط (358 - 453 هـ/698 - 1061 م).

## الأمراء الموسويون
- الشَّريف جعفر بن محمد قام سنة (358 هـ/968م): هو جعفر بن محمد بن الحسين، وقيل: جعفر بن الحسين بن محمد الأكبر بن موسى الثاني.[2]
- الشَّريف عيسى بن جعفر ( -384 هـ/994 - م).
- الشَّريف أبو الفُتوح الحسن بن جعفر ( -430 هـ/ - 1038 م).
- الشَّريف شُكر بن أبي الفتوح واسمه محمد، ويُكنى أبا عبد الله، ويُلقب تاج المعالي ( - 453هـ / - 1061 م).